# Vereniging Martijn
Vereniging Martijn – holenderskie stowarzyszenie dążące do obniżenia wieku uprawniającego do współżycia seksualnego oraz zmianę społecznego postrzegania pedofilii. Założone w Hoogeveen w 1982. Główna działalność grupy to publikacja OK magazine, znanego do 1987 jako Martijn. Do dnia delegalizacji było jedną z największych organizacji tego typu na świecie.
Martijn zostało wydalone z Międzynarodowego Stowarzyszenia Lesbijek i Gejów w 1994. Pomimo wydania oświadczeń sprzeciwiających się gwałtom i innej przemocy seksualnej i zalecania członkom przestrzegania prawa, było przedmiotem wielu kontrowersji w Holandii. 27 czerwca 2012 holenderski sąd z siedzibą w Assen orzekł, że stowarzyszenie było nielegalne i nakazał jego natychmiastową delegalizację.